# بيتر هيل (رجل أعمال)
بيتر هيل (بالإنجليزية: Peter Hill)‏ هو شخصية أعمال أسترالي، ولد في 1964.

## وصلات خارجية
- بيتر هيل على موقع IMDb (الإنجليزية)
- بيتر هيل على موقع قاعدة بيانات الفيلم (الإنجليزية)